# Cardigan Castle
Cardigan Castle (walisisk: Castell Aberteifi) er en borg, der ud til floden Teifi i byen Cardigan i countiet Ceredigion i Wales.
Borgen blev opført af normannerne i slutningen af 1100-tallet, men blev genopbygget i 1244. Castle Green House blev opført inden for borgens mure i begyndelsen af 1800-tallet. Efter at være gået i forfald blev borgen restaureret i begyndelsen af 2000'erne, og åbnede for offentligheden i 2015. Det er en listed building af 1. grad. Den er ejet Ceredigion County Council og inkluderer nu et heritage-center og faciliteter til udendørs koncerter.